# 宇賀神社 (多古町飯笹)
宇賀神社（うがじんじゃ）は、千葉県香取郡多古町飯笹にある神社である。

## 由緒
「社寺明細帳」には、祭神倉稲魂命、応永10年（1403年）勧請と記されている。
改修記念碑文には、推古天皇の御代（593-623年）に田村王の奏上により、飯笹村字稲荷山に遷座し、慶長14年（1609年）社殿を造営して現在地に奉遷したとある。
ある時代には、村社として近隣9か村の総鎮守となっており、毎年神楽が奉納されて、その行列が通った旧坂に「神楽坂」の名がついたといわれている。
境内林も広いうえに巨木が多く、大正のころまでは飯笹の鎮守の森として広く知られていたという。

## アクセス
- JR成田駅・八日市場駅からJRバス関東　飯笹下車　徒歩15分